# Jakub Deml

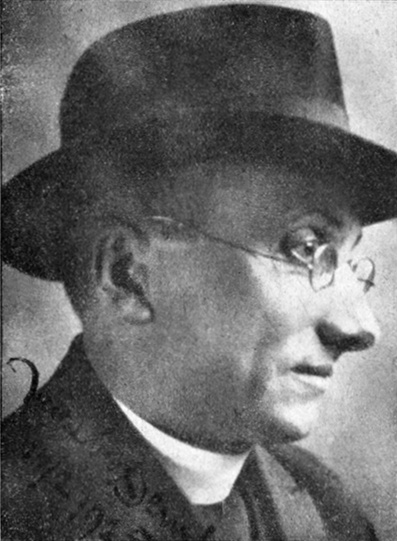
Jakub Deml, 1928

Jakub Deml, född 20 augusti 1878, död 10 februari 1961, var en tjeckisk poet och präst inom katolska kyrkan.
Deml utgav en rad diktböcker, varibland märks Notantur lumina (1907), Dödens stad (1912), Mina vänner (1913), samt Dödsdansen (1914). Han översatte även Bonaventuras dikt Näktergalen i tjeckiska. Deml var även mycket intresserad av sina poesiutgåvors band, och lade ner stor omsorg om deras utformning. Innehållet i dikterna utmärker sig av en stor fromhet. Hans stora ideal var Franciskus av Assisi.